# Yari Montella

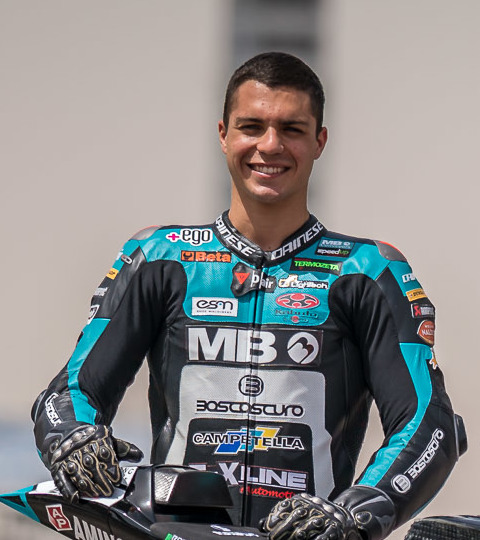
Yari Montella op het Losail International Circuit in 2021.

Yari Montella (Oliveto Citra, 5 januari 2000) is een Italiaans motorcoureur.

## Carrière
Montella maakte zijn motorsportdebuut in 2013 in de Coppa Italia 250-klasse van het Italiaans kampioenschap wegrace. Hij werd zesde in de eindstand met twee pole positions, een tweede plaats en twee derde plaatsen. In 2014 stapte hij binnen het kampioenschap over naar de SP 250-klasse. Hierin werd hij gekroond tot kampioen met vijf pole positions en vier overwinningen in vijf races. In 2015 debuteerde hij in de Italiaanse Moto3 op een Honda. Zijn beste resultaat was een vierde plaats op het Circuit Mugello, waardoor hij met 48 punten elfde werd in de eindstand.
In 2016 stapte Montella over naar de Moto3-klasse van het Spaans kampioenschap wegrace, waarin hij voor Honda bleef rijden. Hier was een zevende plaats op het Circuit Ricardo Tormo Valencia zijn beste resultaat. Met 23 punten eindigde hij op plaats 21 in het klassement. In 2017 verbeterde hij zijn beste resultaat naar een vijfde plaats op het Autódromo do Estoril, waardoor hij met 28 punten achttiende in de eindstand werd. In 2018 was een zesde plaats op Estoril zijn hoogste klassering en behaalde met 34 punten zijn beste eindklassering op een zeventiende plaats. Dat jaar debuteerde hij tevens in de Moto3-klasse van het wereldkampioenschap wegrace op een Honda voor het team Sic58 Squadra Corse. In San Marino nam hij deel als wildcardcoureur en eindigde hij als negentiende. In Australië werd hij opgeroepen als vervanger van de geblesseerde Niccolò Antonelli en werd hij zestiende in de race.
In 2019 stapte Montella over naar het Spaanse Moto2-kampioenschap, waarin hij opnieuw voor Honda reed. Hij behaalde twee podiumplaatsen op het Circuit de Barcelona-Catalunya en in Valencia. Met 77 punten werd hij zevende in de eindstand. In 2020 domineerde hij de klasse, met acht overwinningen en twee tweede plaatsen uit elf races. Met 240 punten werd hij overtuigend gekroond tot kampioen.
In 2021 debuteerde Montella in de Moto2-klasse van het WK wegrace op een Boscoscuro. Al vroeg in het seizoen raakte hij geblesseerd toen hij na een ongeluk in de trainingen voor de Grand Prix van Frankrijk een operatie aan zijn pols moest ondergaan. Hierdoor moest hij vijf opeenvolgende races missen. In de daaropvolgende twee races keerde hij terug, maar hierna werd hij door zijn team geschorst omdat hij nog altijd geblesseerd zou zijn. In de tussentijd werd hij vervangen door Alonso López en Fermín Aldeguer. Hij keerde terug in San Marino. Dit was zijn laatste race voordat hij permanent werd vervangen door Aldeguer. Hij scoorde in zijn beperkte tijd bij het team geen punten en een achttiende plaats in Doha was zijn beste resultaat. In de rest van het jaar debuteerde hij in het wereldkampioenschap Supersport bij Yamaha als vervanger van Stefano Manzi in het weekend in Portimão. Hij eindigde de races als tiende en zesde.
In 2022 stapte Manzi definitief over naar het WK Supersport, waarin hij op een Kawasaki reed. Hij eindigde regelmatig in de top 10 en behaalde tijdens het laatste weekend van het seizoen op Phillip Island zijn eerste overwinning in de klasse. Met 171 punten eindigde hij als zevende in het kampioenschap.